# Radek Hurčík
Radek „Hurvajs“ Hurčík (* 14. leden 1969, Teplice, Československo) je český rockový bubeník, člen skupiny Kabát, v niž je hráčem na bicí již od roku 1986. Krátce působil v teplické skupině Motorband. Původně je vyučený zámečník s maturitou. Ve skupině Kabát je autorem také písně „Zase jsem na mol“, kterou sám nazpíval i složil.

## Diskografie
| Název               | Rok vydání |
| ------------------- | ---------- |
| Má jí motorovou     | 1991       |
| Děvky tyto znaj     | 1993       |
| Colorado            | 1994       |
| Země plná trpaslíků | 1995       |
| Čert na koze jel    | 1997       |
| MegaHu              | 1999       |
| Go satane go        | 2000       |
| Dole v dole         | 2003       |
| Corrida             | 2006       |
| Banditi di Praga    | 2010       |
| Do pekla/do nebe    | 2015       |
| El Presidento       | 2022       |

## Filmografie
| Rok  | Název filmu                          | Poznámka                                            |
| ---- | ------------------------------------ | --------------------------------------------------- |
| 1998 | Čert na koze jel                     | Záznam koncertu skupiny Kabát.                      |
| 2001 | Suma Sumárum - Best Of               | Sestřih z koncertu a videoklipy skupiny Kabát.      |
| 2002 | Suma Sumárum                         | Záznam koncertu skupiny Kabát.                      |
| 2004 | Kabát 2003-2004                      | Sestřih z koncertu a záznam koncertu skupiny Kabát. |
| 2007 | Eurosong aneb Kabát jde do Evropy    | Dokumentární film České televize.                   |
| 2008 | Kabát: Corrida 2007                  | Záznam koncertu skupiny Kabát.                      |
| 2009 | Po čertech velkej koncert            | Záznam koncertu skupiny Kabát.                      |
| 2011 | Kabát: Banditi di Praga - Turné 2011 | Záznam koncertu skupiny Kabát.                      |
| 2016 | Kabát 2013-2015                      | Záznam koncertů a poslední album skupiny Kabát.     |
| 2016 | Země revivalů                        | Dokumentární film České televize.                   |
| 2019 | Kabát: Noc v Edenu                   | Sestřih koncertu skupiny Kabát.                     |

## Dílo
| Název                | Autor             | Album           |
| -------------------- | ----------------- | --------------- |
| "Fuck 'n' Roll"      | (Vojtková/Hurčík) | Má ji motorovou |
| "Máš to už za sebou" | (Špalek/Hurčík)   | Má ji motorovou |
| "Rebel"              | (Vojtková/Hurčík) | Má ji motorovou |
| "Chlap co řval"      | (Špalek/Hurčík)   | Živěǃ           |
| "Za jsme na mol"     | (Hurčík)          | Živěǃ           |
| "Přátelé stárnou"    | (Špalek/Hurčík)   | Živěǃ           |

## Vybavení
Používá Bicí Sonor, blány Remo, činely Paiste a české podpisové paličky R-Stick.